# Лудвиг Крювел
Лудвиг Крювел (на немски: Ludwig Crüwell) е немски офицер, служил по време на Първата и Втората световна война.

## Биография

### Ранен живот и Първа световна война (1914 – 1918)
Лудвиг Крювел е роден на 20 март 1892 г. в Дортмунд, Германска империя. Син е на издател.
През 1911 г. се присъединява към армията като офицерски кадет и служи в кавалерийски подразделения. Участва в Първата световна война и в края ѝ носи звание лейтенант.

#### Междувоенен период
Присъединява се към Райхсвера, където отново служи в кавалерийски подразделения и заема различни щабни длъжности. През февруари 1938 г. му е поверено командването на 6-и танков полк.

#### Втора световна война (1939 – 1945)
В началото на Втората световна война заема поста на щабен офицер към ОКХ и командващ на 6-и батальон. Издига се бързо и в края на 1941 г. получава звание генерал от танковите войски. През кариерата си заема следните постове: от 6 юни 1940 г. е командир на 5-а танкова дивизия, от 1 август 1940 г. на 11-а танкова дивизия, а на 1 септември 1941 г. поема Африканския корпус.

#### Пленяване и смърт
Пленен е от британските войски на 29 май 1942 г. и е освободен през 1947 г. Умира на 25 септември 1958 г. в Есен, Германия.

## Военна декорация
- Германски орден „Железен кръст“ (1914) – II (?) и I степен (?)
- Германски орден „Ханзейски кръст“ (?)
- Германско отличие „За заслуга във Вермахта“ (?) – IV и I степен
- Германска „Танкова значка“ (?) – сребърна (?)
- Ръкавна лента на „Немския Африкански корпус“
- Сребърни пластинки към ордена Железен кръст (1939) – II (?) и I степен (?)
- Рицарски кръст с дъбови листа
  - Носител на Рицарски кръст (14 май 1941)
  - Носител на Дъбови листа № 34 (1 септември 1941)
- Упоменат в ежедневния доклад на „Вермахтберихт“ (2 юни 1942)